# Hanumanagar, Indi
Hanumanagar là một làng thuộc tehsil Indi, huyện Bijapur, bang Karnataka, Ấn Độ.